# Роккаку (род)
Род Роккаку (яп. 六角氏) — японский самурайский род

## История
Род Роккаку ведёт своё начало от Сасаки Ясуцуны из провинции Оми, жившего в XIII веке, имя Роккаку было взято из названия их резиденции в Киото, однако многие члены этого рода продолжали себя относить к фамилии Сасаки. В течение периода Муромати члены клана занимали высокую должность сюго (военного главы) в различных провинциях.
Во время Войны годов Онин (1467-77), ознаменовавшей начало периода Сэнгоку, родовой замок Каннондзи оказался под нападением. В результате своего поражения в этой войне клан Роккаку впал в период упадка.
Как и другие находящийся в тяжёлом положении даймё, Роккаку пытались улучшить своё военное положение, уделяя пристальное внимание к развитию гражданской администрации на своих территориях.
Роду Роккаку нанёс поражение Ода Нобунага в 1568 году во время его марша на Киото и в 1570 году клан был окончательно разбит Сибатой Кацуиэ.
Во время периода Эдо, потомки Роккаку Ёсисукэ относились к роду кокэ (церемониймейстеров).

### Выдающиеся представители рода Роккаку
- Сасаки Нобуцуна, середина XIII века[1]
- Роккаку Ясуцуна, XIII век, сын Нобуцуны и первый носивший родовое имя Роккаку.[1]
- Роккаку Якусаи, 1348—1424, художник ямато-э
- Роккаку Такаёри, ум. 1520, сражался в Войне годов Онин.
- Роккаку Садаёри, 1495—1552
- Роккаку Ёсиката, 1521—1598, сын Садаёри; основатель Сасаки-рю, школы военного искусства.
- Роккаку Ёсихару, 1545—1612, старший сын Ёсикаты.